# Domingo Domingo
Domingo Domingo és una pel·lícula de comèdia documental valenciana del 2023 dirigida per Laura García Andreu.

## Sinopsi
Domingo és un petit agricultor de les Alqueries que obté una nova varietat de taronja i frisa posar-li patent. En el transcurs d'esta història, es mostren les dificultats que enfronta el sector taronger hui en dia, sobretot en relació amb les multinacionals agroalimentàries.

## Elenc
- Domingo Domingo Vilar
- Vicent Molés García
- Carles Peris Ramos
- José Silvestre Vilar

## Producció
És el debut de Laura García Andreu com a directora. Fou coproduïda per SUICAFilms (amb seu al País Valencià) i Studio Nominum (productora lituana), amb el suport de l'Institut Valencià de Cultura, l'Institut de la Cinematografia i de les Arts Audiovisuals, À Punt Mèdia, Filmin i el Lithuanian Film Center.

## Distribució
Es projectà per primera vegada al Festival Internacional de Cinema de Tessalònica, així com més tard en festivals a França, Mèxic i Xile. S'estrenà en el circuit de les sales de cinema l'1 de febrer del 2024, concretament als Cinemes Girona. De fet, el febrer del 2024 va ser el Documental del Mes del festival DocsBarcelona, així que es projectarà físicament en 36 sales de Catalunya, 1 de les Illes Balears i 7 del País Valencià, a més de ser reproduït telemàticament per 4 sales catalanes.